# Црква Сретења Господњег у Соколићима
Црква Сретења Господњег у Соколићима, насељеном месту Града Чачка, припада Епархији жичкој Српске православне цркве. Сретење Господње обележава се као слава Месне заједнице Соколићи од 1996. године.
Црква је омањих димензија, једноставне основе, са великим дрвеним тремом.